# Benevides
Benevides este un oraș în Pará (PA), Brazilia.